# Setina pseudokuhlweini
Setina pseudokuhlweini là một loài bướm đêm thuộc phân họ Arctiinae, họ Erebidae.